# Hexadecimale talsystem
Det hexadecimale talsystem er baseret på basen 16, hvor vi i 10-talsystemet regner med basen 10. For betegnelsen base benyttes også ordene grundtal eller radix. Radixet eller grundtallet angives ved at skrive det nedenfor tallet. De ekstra cifre (udover 0 – 9) udgøres af bogstaverne A-F, således at A16=1010, B16=1110, C16=1210, D16=1310, E16=1410, F16=1510.
|  |      |   |       |   |       |  |   |   |   |   |  |
|  | 0hex | = | 0dec  | = | 0oct  |  | 0 | 0 | 0 | 0 |  |
|  | 1hex | = | 1dec  | = | 1oct  |  | 0 | 0 | 0 | 1 |  |
|  | 2hex | = | 2dec  | = | 2oct  |  | 0 | 0 | 1 | 0 |  |
|  | 3hex | = | 3dec  | = | 3oct  |  | 0 | 0 | 1 | 1 |  |
|  |      |   |       |   |       |  |   |   |   |   |  |
|  | 4hex | = | 4dec  | = | 4oct  |  | 0 | 1 | 0 | 0 |  |
|  | 5hex | = | 5dec  | = | 5oct  |  | 0 | 1 | 0 | 1 |  |
|  | 6hex | = | 6dec  | = | 6oct  |  | 0 | 1 | 1 | 0 |  |
|  | 7hex | = | 7dec  | = | 7oct  |  | 0 | 1 | 1 | 1 |  |
|  |      |   |       |   |       |  |   |   |   |   |  |
|  | 8hex | = | 8dec  | = | 10oct |  | 1 | 0 | 0 | 0 |  |
|  | 9hex | = | 9dec  | = | 11oct |  | 1 | 0 | 0 | 1 |  |
|  | Ahex | = | 10dec | = | 12oct |  | 1 | 0 | 1 | 0 |  |
|  | Bhex | = | 11dec | = | 13oct |  | 1 | 0 | 1 | 1 |  |
|  |      |   |       |   |       |  |   |   |   |   |  |
|  | Chex | = | 12dec | = | 14oct |  | 1 | 1 | 0 | 0 |  |
|  | Dhex | = | 13dec | = | 15oct |  | 1 | 1 | 0 | 1 |  |
|  | Ehex | = | 14dec | = | 16oct |  | 1 | 1 | 1 | 0 |  |
|  | Fhex | = | 15dec | = | 17oct |  | 1 | 1 | 1 | 1 |  |
|  |      |   |       |   |       |  |   |   |   |   |  |

Som i alle positionstalsystemer er – når det angår heltal – pladsen længst til højre 'enerne' (160 – (pr. definition giver et tal opløftet i nulte potens altid 1). Således er 160 = 1).
Den næste plads (som vi i titalssystemet kender som 10'erne) er så 'sekstenerne' (161). Derefter er det 'tohundredeseksoghalvtredserne' (162) på den plads hvor 100'erne (102) befinder sig i titalssystemet. På den fjerde plads kommer 'firetusindogseksoghalvfemserne' (163) og så fremdeles.
Eksempler:
| Hexadecimal |   | ...udregnet (vha. decimaltal)  |   | Decimal |   | ...udregnet                           |
| ----------- | - | ------------------------------ | - | ------- | - | ------------------------------------- |
| 0A16        | = | 0*161 + 10*160                 | = | 10      | = | 1*101 + 0*100                         |
| 1016        | = | 1*161 + 0*160                  | = | 1610    | = | 1*101 + 6*100                         |
| 2216        | = | 2*161 + 2*160                  | = | 3410    | = | 3*101 + 4*100                         |
| FF16        | = | 15*161 + 15*160                | = | 25510   | = | 2*102 + 5*101 + 5*100                 |
| CF516       | = | 12*162 + 15*161 + 5*160        | = | 331710  | = | 3*103 + 3*102 + 1*101 + 7*100         |
| 60D316      | = | 6*163 + 0*162 + 13*161 + 3*160 | = | 2478710 | = | 2*104 + 4*103 + 7*102 + 8*101 + 7*100 |

Talsystemet bruges i computerne, der dybest set arbejder i det binære talsystem (2-talsystemet, der kun har cifrene 0 og 1). Fidusen er, at med 4 pladser i 2-talsystemet kan man tælle op til 15 (F i hex), så med 8 pladser (8 bits) kan man gå op til FF(hex). Disse 8 bits er lig 1 byte.
| Tallene fra 010 til 25510 angivet i hexadecimal | Tallene fra 010 til 25510 angivet i hexadecimal | Tallene fra 010 til 25510 angivet i hexadecimal | Tallene fra 010 til 25510 angivet i hexadecimal | Tallene fra 010 til 25510 angivet i hexadecimal | Tallene fra 010 til 25510 angivet i hexadecimal | Tallene fra 010 til 25510 angivet i hexadecimal | Tallene fra 010 til 25510 angivet i hexadecimal | Tallene fra 010 til 25510 angivet i hexadecimal | Tallene fra 010 til 25510 angivet i hexadecimal | Tallene fra 010 til 25510 angivet i hexadecimal | Tallene fra 010 til 25510 angivet i hexadecimal | Tallene fra 010 til 25510 angivet i hexadecimal | Tallene fra 010 til 25510 angivet i hexadecimal | Tallene fra 010 til 25510 angivet i hexadecimal | Tallene fra 010 til 25510 angivet i hexadecimal |
| ----------------------------------------------- | ----------------------------------------------- | ----------------------------------------------- | ----------------------------------------------- | ----------------------------------------------- | ----------------------------------------------- | ----------------------------------------------- | ----------------------------------------------- | ----------------------------------------------- | ----------------------------------------------- | ----------------------------------------------- | ----------------------------------------------- | ----------------------------------------------- | ----------------------------------------------- | ----------------------------------------------- | ----------------------------------------------- |
| 00                                              | 01                                              | 02                                              | 03                                              | 04                                              | 05                                              | 06                                              | 07                                              | 08                                              | 09                                              | 0A                                              | 0B                                              | 0C                                              | 0D                                              | 0E                                              | 0F                                              |
| 10                                              | 11                                              | 12                                              | 13                                              | 14                                              | 15                                              | 16                                              | 17                                              | 18                                              | 19                                              | 1A                                              | 1B                                              | 1C                                              | 1D                                              | 1E                                              | 1F                                              |
| 20                                              | 21                                              | 22                                              | 23                                              | 24                                              | 25                                              | 26                                              | 27                                              | 28                                              | 29                                              | 2A                                              | 2B                                              | 2C                                              | 2D                                              | 2E                                              | 2F                                              |
| 30                                              | 31                                              | 32                                              | 33                                              | 34                                              | 35                                              | 36                                              | 37                                              | 38                                              | 39                                              | 3A                                              | 3B                                              | 3C                                              | 3D                                              | 3E                                              | 3F                                              |
| 40                                              | 41                                              | 42                                              | 43                                              | 44                                              | 45                                              | 46                                              | 47                                              | 48                                              | 49                                              | 4A                                              | 4B                                              | 4C                                              | 4D                                              | 4E                                              | 4F                                              |
| 50                                              | 51                                              | 52                                              | 53                                              | 54                                              | 55                                              | 56                                              | 57                                              | 58                                              | 59                                              | 5A                                              | 5B                                              | 5C                                              | 5D                                              | 5E                                              | 5F                                              |
| 60                                              | 61                                              | 62                                              | 63                                              | 64                                              | 65                                              | 66                                              | 67                                              | 68                                              | 69                                              | 6A                                              | 6B                                              | 6C                                              | 6D                                              | 6E                                              | 6F                                              |
| 70                                              | 71                                              | 72                                              | 73                                              | 74                                              | 75                                              | 76                                              | 77                                              | 78                                              | 79                                              | 7A                                              | 7B                                              | 7C                                              | 7D                                              | 7E                                              | 7F                                              |
| 80                                              | 81                                              | 82                                              | 83                                              | 84                                              | 85                                              | 86                                              | 87                                              | 88                                              | 89                                              | 8A                                              | 8B                                              | 8C                                              | 8D                                              | 8E                                              | 8F                                              |
| 90                                              | 91                                              | 92                                              | 93                                              | 94                                              | 95                                              | 96                                              | 97                                              | 98                                              | 99                                              | 9A                                              | 9B                                              | 9C                                              | 9D                                              | 9E                                              | 9F                                              |
| A0                                              | A1                                              | A2                                              | A3                                              | A4                                              | A5                                              | A6                                              | A7                                              | A8                                              | A9                                              | AA                                              | AB                                              | AC                                              | AD                                              | AE                                              | AF                                              |
| B0                                              | B1                                              | B2                                              | B3                                              | B4                                              | B5                                              | B6                                              | B7                                              | B8                                              | B9                                              | BA                                              | BB                                              | BC                                              | BD                                              | BE                                              | BF                                              |
| C0                                              | C1                                              | C2                                              | C3                                              | C4                                              | C5                                              | C6                                              | C7                                              | C8                                              | C9                                              | CA                                              | CB                                              | CC                                              | CD                                              | CE                                              | CF                                              |
| D0                                              | D1                                              | D2                                              | D3                                              | D4                                              | D5                                              | D6                                              | D7                                              | D8                                              | D9                                              | DA                                              | DB                                              | DC                                              | DD                                              | DE                                              | DF                                              |
| E0                                              | E1                                              | E2                                              | E3                                              | E4                                              | E5                                              | E6                                              | E7                                              | E8                                              | E9                                              | EA                                              | EB                                              | EC                                              | ED                                              | EE                                              | EF                                              |
| F0                                              | F1                                              | F2                                              | F3                                              | F4                                              | F5                                              | F6                                              | F7                                              | F8                                              | F9                                              | FA                                              | FB                                              | FC                                              | FD                                              | FE                                              | FF                                              |

| Omregningstabel fra det hexadecimale talsystem til det decimale talsystem | Omregningstabel fra det hexadecimale talsystem til det decimale talsystem | Omregningstabel fra det hexadecimale talsystem til det decimale talsystem | Omregningstabel fra det hexadecimale talsystem til det decimale talsystem | Omregningstabel fra det hexadecimale talsystem til det decimale talsystem | Omregningstabel fra det hexadecimale talsystem til det decimale talsystem | Omregningstabel fra det hexadecimale talsystem til det decimale talsystem | Omregningstabel fra det hexadecimale talsystem til det decimale talsystem | Omregningstabel fra det hexadecimale talsystem til det decimale talsystem | Omregningstabel fra det hexadecimale talsystem til det decimale talsystem | Omregningstabel fra det hexadecimale talsystem til det decimale talsystem | Omregningstabel fra det hexadecimale talsystem til det decimale talsystem | Omregningstabel fra det hexadecimale talsystem til det decimale talsystem | Omregningstabel fra det hexadecimale talsystem til det decimale talsystem | Omregningstabel fra det hexadecimale talsystem til det decimale talsystem | Omregningstabel fra det hexadecimale talsystem til det decimale talsystem | Omregningstabel fra det hexadecimale talsystem til det decimale talsystem |
|                                                                           | 0                                                                         | 1                                                                         | 2                                                                         | 3                                                                         | 4                                                                         | 5                                                                         | 6                                                                         | 7                                                                         | 8                                                                         | 9                                                                         | A                                                                         | B                                                                         | C                                                                         | D                                                                         | E                                                                         | F                                                                         |
| ------------------------------------------------------------------------- | ------------------------------------------------------------------------- | ------------------------------------------------------------------------- | ------------------------------------------------------------------------- | ------------------------------------------------------------------------- | ------------------------------------------------------------------------- | ------------------------------------------------------------------------- | ------------------------------------------------------------------------- | ------------------------------------------------------------------------- | ------------------------------------------------------------------------- | ------------------------------------------------------------------------- | ------------------------------------------------------------------------- | ------------------------------------------------------------------------- | ------------------------------------------------------------------------- | ------------------------------------------------------------------------- | ------------------------------------------------------------------------- | ------------------------------------------------------------------------- |
| 0_16                                                                      | 010                                                                       | 110                                                                       | 210                                                                       | 310                                                                       | 410                                                                       | 510                                                                       | 610                                                                       | 710                                                                       | 810                                                                       | 910                                                                       | 10                                                                        | 1110                                                                      | 1210                                                                      | 1310                                                                      | 1410                                                                      | 1510                                                                      |
| 1_16                                                                      | 1610                                                                      | 1710                                                                      | 1810                                                                      | 1910                                                                      | 2010                                                                      | 2110                                                                      | 2210                                                                      | 2310                                                                      | 2410                                                                      | 2510                                                                      | 2610                                                                      | 2710                                                                      | 2810                                                                      | 2910                                                                      | 3010                                                                      | 3110                                                                      |
| 2_16                                                                      | 3210                                                                      | 3310                                                                      | 3410                                                                      | 3510                                                                      | 3610                                                                      | 3710                                                                      | 3810                                                                      | 3910                                                                      | 4010                                                                      | 4110                                                                      | 4210                                                                      | 4310                                                                      | 4410                                                                      | 4510                                                                      | 4610                                                                      | 4710                                                                      |
| 3_16                                                                      | 4810                                                                      | 4910                                                                      | 5010                                                                      | 5110                                                                      | 5210                                                                      | 5310                                                                      | 5410                                                                      | 5510                                                                      | 5610                                                                      | 5710                                                                      | 5810                                                                      | 5910                                                                      | 6010                                                                      | 6110                                                                      | 6210                                                                      | 6310                                                                      |
| 4_16                                                                      | 6410                                                                      | 6510                                                                      | 6610                                                                      | 6710                                                                      | 6810                                                                      | 6910                                                                      | 7010                                                                      | 7110                                                                      | 7210                                                                      | 7310                                                                      | 7410                                                                      | 7510                                                                      | 7610                                                                      | 7710                                                                      | 7810                                                                      | 7910                                                                      |
| 5_16                                                                      | 8010                                                                      | 8110                                                                      | 8210                                                                      | 8310                                                                      | 8410                                                                      | 8510                                                                      | 8610                                                                      | 8710                                                                      | 8810                                                                      | 8910                                                                      | 9010                                                                      | 9110                                                                      | 9210                                                                      | 9310                                                                      | 9410                                                                      | 9510                                                                      |
| 6_16                                                                      | 9610                                                                      | 9710                                                                      | 9810                                                                      | 9910                                                                      | 10010                                                                     | 10110                                                                     | 10210                                                                     | 10310                                                                     | 10410                                                                     | 10510                                                                     | 10610                                                                     | 10710                                                                     | 10810                                                                     | 10910                                                                     | 11010                                                                     | 11110                                                                     |
| 7_16                                                                      | 11210                                                                     | 11310                                                                     | 11410                                                                     | 11510                                                                     | 11610                                                                     | 11710                                                                     | 11810                                                                     | 11910                                                                     | 12010                                                                     | 12110                                                                     | 12210                                                                     | 12310                                                                     | 12410                                                                     | 12510                                                                     | 12610                                                                     | 12710                                                                     |
| 8_16                                                                      | 12810                                                                     | 12910                                                                     | 13010                                                                     | 13110                                                                     | 13210                                                                     | 13310                                                                     | 13410                                                                     | 13510                                                                     | 13610                                                                     | 13710                                                                     | 13810                                                                     | 13910                                                                     | 14010                                                                     | 14110                                                                     | 14210                                                                     | 14310                                                                     |
| 9_16                                                                      | 14410                                                                     | 14510                                                                     | 14610                                                                     | 14710                                                                     | 14810                                                                     | 14910                                                                     | 15010                                                                     | 15110                                                                     | 15210                                                                     | 15310                                                                     | 15410                                                                     | 15510                                                                     | 15610                                                                     | 15710                                                                     | 15810                                                                     | 15910                                                                     |
| A_16                                                                      | 16010                                                                     | 16110                                                                     | 16210                                                                     | 16310                                                                     | 16410                                                                     | 16510                                                                     | 16610                                                                     | 16710                                                                     | 16810                                                                     | 16910                                                                     | 17010                                                                     | 17110                                                                     | 17210                                                                     | 17310                                                                     | 17410                                                                     | 17510                                                                     |
| B_16                                                                      | 17610                                                                     | 17710                                                                     | 17810                                                                     | 17910                                                                     | 18010                                                                     | 18110                                                                     | 18210                                                                     | 18310                                                                     | 18410                                                                     | 18510                                                                     | 18610                                                                     | 18710                                                                     | 18810                                                                     | 18910                                                                     | 19010                                                                     | 19110                                                                     |
| C_16                                                                      | 19210                                                                     | 19310                                                                     | 19410                                                                     | 19510                                                                     | 19610                                                                     | 19710                                                                     | 19810                                                                     | 19910                                                                     | 20010                                                                     | 20110                                                                     | 20210                                                                     | 20310                                                                     | 20410                                                                     | 20510                                                                     | 20610                                                                     | 20710                                                                     |
| D_16                                                                      | 20810                                                                     | 20910                                                                     | 21010                                                                     | 21110                                                                     | 21210                                                                     | 21310                                                                     | 21410                                                                     | 21510                                                                     | 21610                                                                     | 21710                                                                     | 21810                                                                     | 21910                                                                     | 22010                                                                     | 22110                                                                     | 22210                                                                     | 22310                                                                     |
| E_16                                                                      | 22410                                                                     | 22510                                                                     | 22610                                                                     | 22710                                                                     | 22810                                                                     | 22910                                                                     | 23010                                                                     | 23110                                                                     | 23210                                                                     | 23310                                                                     | 23410                                                                     | 23510                                                                     | 23610                                                                     | 23710                                                                     | 23810                                                                     | 23910                                                                     |
| F_16                                                                      | 24010                                                                     | 24110                                                                     | 24210                                                                     | 24310                                                                     | 24410                                                                     | 24510                                                                     | 24610                                                                     | 24710                                                                     | 24810                                                                     | 24910                                                                     | 25010                                                                     | 25110                                                                     | 25210                                                                     | 25310                                                                     | 25410                                                                     | 25510                                                                     |

| Omregningstabel fra det decimale talsystem til det hexadecimale talsystem | Omregningstabel fra det decimale talsystem til det hexadecimale talsystem | Omregningstabel fra det decimale talsystem til det hexadecimale talsystem | Omregningstabel fra det decimale talsystem til det hexadecimale talsystem | Omregningstabel fra det decimale talsystem til det hexadecimale talsystem | Omregningstabel fra det decimale talsystem til det hexadecimale talsystem | Omregningstabel fra det decimale talsystem til det hexadecimale talsystem | Omregningstabel fra det decimale talsystem til det hexadecimale talsystem | Omregningstabel fra det decimale talsystem til det hexadecimale talsystem | Omregningstabel fra det decimale talsystem til det hexadecimale talsystem | Omregningstabel fra det decimale talsystem til det hexadecimale talsystem |
|                                                                           | 0                                                                         | 1                                                                         | 2                                                                         | 3                                                                         | 4                                                                         | 5                                                                         | 6                                                                         | 7                                                                         | 8                                                                         | 9                                                                         |
| ------------------------------------------------------------------------- | ------------------------------------------------------------------------- | ------------------------------------------------------------------------- | ------------------------------------------------------------------------- | ------------------------------------------------------------------------- | ------------------------------------------------------------------------- | ------------------------------------------------------------------------- | ------------------------------------------------------------------------- | ------------------------------------------------------------------------- | ------------------------------------------------------------------------- | ------------------------------------------------------------------------- |
| 0_10                                                                      | 016                                                                       | 116                                                                       | 216                                                                       | 316                                                                       | 416                                                                       | 516                                                                       | 616                                                                       | 716                                                                       | 816                                                                       | 916                                                                       |
| 1_10                                                                      | A16                                                                       | B16                                                                       | C16                                                                       | D16                                                                       | E16                                                                       | F16                                                                       | 1016                                                                      | 1116                                                                      | 1216                                                                      | 1316                                                                      |
| 2_10                                                                      | 1416                                                                      | 1516                                                                      | 16                                                                        | 1716                                                                      | 1816                                                                      | 1916                                                                      | 1A16                                                                      | 1B16                                                                      | 1C16                                                                      | 1D16                                                                      |
| 3_10                                                                      | 1E16                                                                      | 1F16                                                                      | 2016                                                                      | 2116                                                                      | 2216                                                                      | 2316                                                                      | 2416                                                                      | 2516                                                                      | 2616                                                                      | 2716                                                                      |
| 4_10                                                                      | 2816                                                                      | 2916                                                                      | 2A16                                                                      | 2B16                                                                      | 2C16                                                                      | 2D16                                                                      | 2E16                                                                      | 2F16                                                                      | 3016                                                                      | 3116                                                                      |
| 5_10                                                                      | 3216                                                                      | 3316                                                                      | 3416                                                                      | 3516                                                                      | 3616                                                                      | 3716                                                                      | 3816                                                                      | 3916                                                                      | 3A16                                                                      | 3B16                                                                      |
| 6_10                                                                      | 3C16                                                                      | 3D16                                                                      | 3E16                                                                      | 3F16                                                                      | 4016                                                                      | 4116                                                                      | 4216                                                                      | 4316                                                                      | 4416                                                                      | 4516                                                                      |
| 7_10                                                                      | 4616                                                                      | 4716                                                                      | 4816                                                                      | 4916                                                                      | 4A16                                                                      | 4B16                                                                      | 4C16                                                                      | 4D16                                                                      | 4E16                                                                      | 4F16                                                                      |
| 8_10                                                                      | 5016                                                                      | 5116                                                                      | 5216                                                                      | 5316                                                                      | 5416                                                                      | 5516                                                                      | 5616                                                                      | 5716                                                                      | 5816                                                                      | 5916                                                                      |
| 9_10                                                                      | 5A16                                                                      | 5B16                                                                      | 5C16                                                                      | 5D16                                                                      | 5E16                                                                      | 5F16                                                                      | 6016                                                                      | 6116                                                                      | 6216                                                                      | 6316                                                                      |
| 10_10                                                                     | 6416                                                                      | 6516                                                                      | 6616                                                                      | 6716                                                                      | 6816                                                                      | 6916                                                                      | 6A16                                                                      | 6B16                                                                      | 6C16                                                                      | 6D16                                                                      |
| 11_10                                                                     | 6E16                                                                      | 6F16                                                                      | 7016                                                                      | 7116                                                                      | 7216                                                                      | 7316                                                                      | 7416                                                                      | 7516                                                                      | 7616                                                                      | 7716                                                                      |
| 12_10                                                                     | 7816                                                                      | 7916                                                                      | 7A16                                                                      | 7B16                                                                      | 7C16                                                                      | 7D16                                                                      | 7E16                                                                      | 7F16                                                                      | 8016                                                                      | 8116                                                                      |
| 13_10                                                                     | 8216                                                                      | 8316                                                                      | 8416                                                                      | 8516                                                                      | 8616                                                                      | 8716                                                                      | 8816                                                                      | 8916                                                                      | 8A16                                                                      | 8B16                                                                      |
| 14_10                                                                     | 8C16                                                                      | 8D16                                                                      | 8E16                                                                      | 8F16                                                                      | 9016                                                                      | 9116                                                                      | 9216                                                                      | 9316                                                                      | 9416                                                                      | 9516                                                                      |
| 15_10                                                                     | 9616                                                                      | 9716                                                                      | 9816                                                                      | 9916                                                                      | 9A16                                                                      | 9B16                                                                      | 9C16                                                                      | 9D16                                                                      | 9E16                                                                      | 9F16                                                                      |
| 16_10                                                                     | A016                                                                      | A116                                                                      | A216                                                                      | A316                                                                      | A416                                                                      | A516                                                                      | A616                                                                      | A716                                                                      | A816                                                                      | A916                                                                      |
| 17_10                                                                     | AA16                                                                      | AB16                                                                      | AC16                                                                      | AD16                                                                      | AE16                                                                      | AF16                                                                      | B016                                                                      | B116                                                                      | B216                                                                      | B316                                                                      |
| 18_10                                                                     | B416                                                                      | B516                                                                      | B616                                                                      | B716                                                                      | B816                                                                      | B916                                                                      | BA16                                                                      | BB16                                                                      | BC16                                                                      | BD16                                                                      |
| 19_10                                                                     | BE16                                                                      | BF16                                                                      | C016                                                                      | C116                                                                      | C216                                                                      | C316                                                                      | C416                                                                      | C516                                                                      | C616                                                                      | C716                                                                      |
| 20_10                                                                     | C816                                                                      | C916                                                                      | CA16                                                                      | CB16                                                                      | CC16                                                                      | CD16                                                                      | CE16                                                                      | CF16                                                                      | D016                                                                      | D116                                                                      |
| 21_10                                                                     | D216                                                                      | D316                                                                      | D416                                                                      | D516                                                                      | D616                                                                      | D716                                                                      | D816                                                                      | D916                                                                      | DA16                                                                      | DB16                                                                      |
| 22_10                                                                     | DC16                                                                      | DD16                                                                      | DE16                                                                      | DF16                                                                      | E016                                                                      | E116                                                                      | E216                                                                      | E316                                                                      | E416                                                                      | E516                                                                      |
| 23_10                                                                     | E616                                                                      | E716                                                                      | E816                                                                      | E916                                                                      | EA16                                                                      | EB16                                                                      | EC16                                                                      | ED16                                                                      | EE16                                                                      | EF16                                                                      |
| 24_10                                                                     | F016                                                                      | F116                                                                      | F216                                                                      | F316                                                                      | F416                                                                      | F516                                                                      | F616                                                                      | F716                                                                      | F816                                                                      | F916                                                                      |
| 25_10                                                                     | FA16                                                                      | FB16                                                                      | FC16                                                                      | FD16                                                                      | FE16                                                                      | FF16                                                                      | -                                                                         | -                                                                         | -                                                                         | -                                                                         |

## Talord
Hex-systemet har ingen faste talord, men langt de fleste bruger det græske alfabet til at sige tallene fra A til F[kilde mangler], eller nævner blot tallene/bogstaverne i rækkefølge.
Nul
Et/En
To
Tre
Fire
Fem
Seks
Syv
Otte
Ni
Alfa
Beta 
Gamma
Delta 
Epsilon
Digamma 
fx: Betaogtyve (Hex 2B/Decimal 43)
to-og-en-halv (Hex 2,8/Decimal 2,5)
For tocifrede tal kan vi udvide det klassiske "halvtreds(indstyvende) = 50", "firs(indstyvende) = 80" og få
Ti, Tyve, Tredive, Fyrre, Halvtreds, Tres, Halvfjerds, Firs, Halvfems, Fems(enstyvende), Halvseks(enstyvende), seks(enstyvende), halvsyvs(enstyvende), syvs(enstyvende) og halvotte(nstyvende).
Fx: digamma-og-halvottenstyvende (Hex FF/Decimal 255)
hundrede-gamma-og-fems (Hex 1AC/Decimal 428)
delta-hundrede-alpha-og-halvsyvs (Hex DDA/Decimal 3546)
epsilon-og-halvsyvs millioner, alpha-hundrede beta-og-halvsyvs-tusinde, epsilon-hundrede digamma og syvs (Hex DE.ADB.EEF/Decimal 3.735.928.559)

## Kodning i spil
I mange spil, til f.eks. spilsystemet Nintendo DS, kan der, ved hjælp af kode-modulet Action Replay DS, opnås en række snydekoder, som bruger netop det hexadecimale talsystem. Her kan en hvilken som helst ting (f.eks. et våben eller et møbel), have sit eget hex(adecimal)nummer, som, hvis de andre dele af koden er sat rigtigt sammen, giver dig netop den valgte ting.